# Casimiro de Abreu (poeta)
Casimiro José Marques de Abreu, Casimiro de Abreu (ur. 4 stycznia 1839 w Barra de São João, zm. 18 października 1860 w Nova Friburgo) – brazylijski poeta, pisarz, nowelista i dramaturg okresu romantyzmu.

## Życiorys
Casimiro José Marques de Abreu był przedstawicielem drugiej generacji portugalskojęzycznego romantyzmu, czyli tak zwanego ultraromantyzmu. Był jednym z czterech wybitnych romantyków obok Antônia Gonçalvesa Diasa, Manuela Antônia Álvaresa de Azevedo i Antônia Frederica de Castro Alvesa. Urodził się 4 stycznia 1839 w  Barra de São João. Był nieślubnym synem bogatego handlowca Joségo Joaquima Marquesa Abreu i Luísy Joaquiny das Neves.
Zmarł na gruźlicę w wieku dwudziestu jeden lat 18 października 1860.
W 1925 roku rodzinna miejscowość poety została przemianowana na jego cześć na Casimiro de Abreu.

## Twórczość
W 1859 roku poeta opublikował cykl Primaveras. Tomik ten był bardzo popularny. W swoich wierszach poruszał tematy tęsknoty za ojczyzną (wiersz Canção do Exílio) i rodzinnym domem podczas pobytu w Portugalii, jak też wspomnień z dzieciństwa (utwór Meus oito anos).  Próbował swoich sił także w dramacie poetyckim (Camões e o jaú). Twórczość Casimira de Abreu cieszyła się dużą popularnością wśród szerokich kręgów brazylijskiego społeczeństwa.